# Myrteta punctata
Myrteta punctata är en fjärilsart som beskrevs av W. Warren 1894. Myrteta punctata ingår i släktet Myrteta och familjen mätare. Inga underarter finns listade i Catalogue of Life.